# Swydiwez
Die Swydiwez (ukrainisch Свидівець; russisch Свидовец Swidowez, polnisch Świdowiec; tschechisch und slowakisch Svidovec) ist ein Gebirgszug im Westen der Ukraine.

## Beschreibung und Bedeutung

Lage der Swydiwez (c10) in den Karpaten

Die Bergkette ist Teil der Waldkarpaten und liegt in den Äußeren Ostkarpaten im Osten der Oblast Transkarpatien und schließt westlich an die Gebirge Gorgany und Tschornohora an. Hier entspringt auch der größte Nebenfluss der Donau, die Theiß. Zu den höchsten Erhebungen zählen:
- Blysnyzja (Близниця – 1883 m)
- Strymtscheska  (Стримческа – 1872 m)
- Tataruka (Татарука – 1774 m)
- Dohjaska (Догяска – 1764 m)
- Unharjaska (Унгаряска – 1707 m)

Auf dem Gebirgszug befinden sich Teile der Buchenurwälder der Karpaten. Sie ist Heimat von Dutzenden bedrohter Pflanzenarten und es gibt viele Wanderrouten seltener Tiere, umfasst Teile alten Wäldbestands, sieben Gletscherseen, und andere natürliche Reichtümer.
2016 wurde erstmals ein Skizentrum auf dem Svydovets geplant. Das Vorhaben, das unter anderem von Ihor Kolomojskyj gefördert wurde, steht wegen negativer Folgen für das Ökosystem in der Kritik.